# 观音岭
观音岭，位于中国广东省汕尾市陆丰市金厢镇观音岭，为陆丰市的一个市级文物保护单位，类型为古建筑，公布时间为1983年。
观音岭的历史年代为明、清。